# Imanol Erviti
Imanol Erviti Ollo (Pamplona, 15 de noviembre de 1983) es un ciclista español. Debutó como profesional en 2005 y se retiró en 2023, habiendo militado durante toda su carrera en la estructura del Movistar Team. Desde 2024 trabaja en la dirección deportiva del INEOS Grenadiers.

## Trayectoria
Sus inicios en el ciclismo hasta su paso a aficionados los dio en el club ciclista Ermitagaña de Pamplona, ganando muchas carreras en cadetes y juveniles. En juveniles, ganó entre otras carreras, una etapa en la vuelta Guipúzcoa y la general de la Vuelta a Pamplona. Su paso a aficionados lo dio en el equipo Iberdrola que luego pasaría a llamarse Bideki. Una de las victorias más importantes que obtuvo fue en el año 2004, donde ganó una etapa en la vuelta a Navarra con llegada en Pamplona. La cercanía de la meta en la Avenida de Bayona de su casa le permitió conocer el final donde sorprendió a sus rivales obteniendo una bonita victoria al sprint.
El 18 de septiembre de 2008 obtuvo la victoria más importante de su carrera tras ganar en la 18.ª etapa de la Vuelta a España, con salida en Valladolid y final en Las Rozas de Madrid (Madrid). Resolvió una fuga de 18 corredores entre los que se encontraba el campeón del mundo Paolo Bettini y otros ciclistas importantes como Juan Antonio Flecha o su compañero Chente García Acosta. 
El 7 de septiembre de 2010 repitió triunfo en la ronda española, al ganar la décima etapa con salida en Tarragona y llegada en Villanueva y Geltrú adelantando en 37 segundos a un grupo de corredores que encabezó el belga Romain Zingle.
El 3 de abril de 2016 logró acabar séptimo en el Tour de Flandes, uno de los monumentos del ciclismo. Este resultado supuso el mayor éxito del Movistar Team en la historia de esta carrera. Además, el ciclista navarro se convirtió en el segundo español en acabar en el top 10 en la historia del monumento belga. A la semana siguiente consiguió terminar nuevamente entre los diez primeros en otro de los monumentos, esta vez en la París-Roubaix ocupando el noveno lugar.
Por último, pero no menos importante, hay que destacar sus victorias en el ya extinto Tour de la Valdesotada, donde consiguió diez victorias, 24 etapas, maillot de la regularidad, montaña y combatividad. 

## Palmarés
2008
- 1 etapa de la Vuelta a España

2010
- 1 etapa de la Vuelta a España

2011
- Vuelta a La Rioja

## Resultados

### Grandes Vueltas
Durante su carrera deportiva consiguió los siguientes puestos en las Grandes Vueltas:
| Carrera | Carrera         | 2005 | 2006 | 2007 | 2008 | 2009  | 2010 | 2011  | 2012  | 2013  | 2014 | 2015  | 2016  | 2017 | 2018 | 2019 | 2020 | 2021 | 2022 | 2023 |
| ------- | --------------- | ---- | ---- | ---- | ---- | ----- | ---- | ----- | ----- | ----- | ---- | ----- | ----- | ---- | ---- | ---- | ---- | ---- | ---- | ---- |
|         | Giro de Italia  | —    | 81.º | —    | —    | —     | —    | —     | —     | —     | —    | —     | —     | —    | —    | —    | —    | —    | —    | —    |
|         | Tour de Francia | —    | —    | —    | —    | —     | 77.º | 88.º  | Ab.   | 118.º | 81.º | 115.º | 108.º | 92.º | 77.º | 99.º | 74.º | 67.º | Ab.  | —    |
|         | Vuelta a España | —    | —    | 62.º | 99.º | 100.º | 78.º | 126.º | 132.º | 102.º | 63.º | 100.º | 84.º  | —    | 92.º | 64.º | 47.º | 66.º | —    | 78.º |

—: no participa

Ab.: abandono

### Vueltas menores
| Carrera | Carrera                | 2005 | 2006 | 2007  | 2008  | 2009  | 2010  | 2011 | 2012  | 2013  | 2014 | 2015 | 2016 | 2017 | 2018  | 2019 | 2020 | 2021 | 2022 | 2023 |
| ------- | ---------------------- | ---- | ---- | ----- | ----- | ----- | ----- | ---- | ----- | ----- | ---- | ---- | ---- | ---- | ----- | ---- | ---- | ---- | ---- | ---- |
|         | Tour Down Under        | —    | —    | —     | —     | 35.º  | —     | —    | 105.º | —     | 74.º | —    | —    | —    | —     | —    | —    | X    | X    | 49.º |
|         | París-Niza             | —    | —    | —     | —     | Ab.   | —     | —    | 85.º  | 104.º | 73.º | 33.º | 69.º | 51.º | 44.º  | 80.º | —    | 84.º | 39.º | 81.º |
|         | Tirreno-Adriático      | Ab.  | 47.º | 38.º  | 105.º | —     | —     | —    | —     | —     | —    | —    | —    | —    | —     | —    | —    | —    | —    | —    |
|         | Volta a Cataluña       | —    | —    | 123.º | 93.º  | 105.º | 119.º | Ab.  | —     | 112.º | —    | —    | 64.º | 66.º | 109.º | 85.º | X    | —    | —    | —    |
|         | Tour de Romandía       | —    | —    | —     | —     | —     | —     | —    | —     | 92.º  | —    | 96.º | —    | —    | —     | —    | X    | —    | —    | —    |
|         | Critérium del Dauphiné | —    | Ab.  | —     | —     | 118.º | 56.º  | 53.º | 90.º  | 70.º  | 60.º | —    | —    | 86.º | 92.º  | 89.º | —    | 71.º | Ab.  | —    |
|         | Tour de Polonia        | 41.º | 67.º | —     | —     | —     | —     | —    | —     | —     | —    | —    | —    | —    | —     | —    | 37.º | —    | —    | 64.º |

—: No participa 

Ab.: Abandona 

X: No se disputó

### Clásicas, Campeonatos y JJ. OO.
| Carrera                | Carrera                | 2005          | 2006          | 2007          | 2008 | 2009          | 2010          | 2011          | 2012  | 2013          | 2014          | 2015          | 2016  | 2017          | 2018          | 2019          | 2020          | 2021  | 2022 | 2023 |
| ---------------------- | ---------------------- | ------------- | ------------- | ------------- | ---- | ------------- | ------------- | ------------- | ----- | ------------- | ------------- | ------------- | ----- | ------------- | ------------- | ------------- | ------------- | ----- | ---- | ---- |
| Omloop Het Nieuwsblad  | Omloop Het Nieuwsblad  | —             | —             | —             | —    | —             | —             | —             | —     | —             | —             | —             | —     | —             | —             | Ab.           | —             | 135.º | —    | 50.º |
| Kuurne-Bruselas-Kuurne | Kuurne-Bruselas-Kuurne | —             | —             | —             | —    | —             | —             | —             | —     | —             | —             | —             | —     | —             | —             | 54.º          | —             | —     | —    | 64.º |
|                        | Milán-San Remo         | 160.º         | 120.º         | 51.º          | 85.º | 58.º          | —             | —             | —     | —             | —             | —             | —     | —             | —             | —             | —             | —     | —    | —    |
| A Través de Flandes    | A Través de Flandes    | —             | —             | —             | —    | —             | —             | —             | 14.º  | —             | 96.º          | 66.º          | —     | —             | —             | 48.º          | X             | 107.º | Ab.  | —    |
| E3 Saxo Bank Classic   | E3 Saxo Bank Classic   | —             | —             | —             | —    | —             | —             | —             | 88.º  | —             | 51.º          | Ab.           | —     | —             | —             | —             | X             | 92.º  | 99.º | —    |
| Gante-Wevelgem         | Gante-Wevelgem         | —             | Ab.           | 18.º          | 40.º | Ab.           | —             | —             | 42.º  | —             | 41.º          | —             | —     | —             | —             | —             | —             | 24.º  | 75.º | —    |
|                        | Tour de Flandes        | Ab.           | Ab.           | 70.º          | 73.º | 56.º          | Ab.           | 66.º          | 78.º  | 90.º          | 55.º          | 119.º         | 7.º   | 87.º          | 60.º          | 43.º          | —             | Ab.   | 71.º | —    |
| Scheldeprijs           | Scheldeprijs           | —             | —             | —             | —    | —             | —             | —             | —     | 63.º          | —             | —             | —     | —             | —             | —             | —             | —     | —    | —    |
|                        | París-Roubaix          | Ab.           | 50.º          | 94.º          | 69.º | 40.º          | Ab.           | 45.º          | 50.º  | 82.º          | 61.º          | 64.º          | 9.º   | 61.º          | 30.º          | 73.º          | X             | Ab.   | Ab.  | —    |
| Amstel Gold Race       | Amstel Gold Race       | —             | —             | —             | —    | —             | 80.º          | —             | 88.º  | Ab.           | Ab.           | Ab.           | 114.º | 118.º         | Ab.           | Ab.           | X             | —     | —    | —    |
| Flecha Valona          | Flecha Valona          | —             | —             | —             | —    | —             | 126.º         | —             | 116.º | 134.º         | Ab.           | Ab.           | Ab.   | Ab.           | Ab.           | Ab.           | —             | —     | —    | —    |
|                        | Lieja-Bastoña-Lieja    | —             | —             | —             | —    | —             | 127.º         | —             | 101.º | Ab.           | 124.º         | Ab.           | Ab.   | 134.º         | 126.º         | 92.º          | 72.º          | —     | —    | —    |
| Clásica San Sebastián  | Clásica San Sebastián  | 109.º         | —             | —             | —    | 72.º          | 18.º          | 58.º          | —     | Ab.           | —             | —             | Ab.   | 52.º          | —             | —             | X             | —     | —    | —    |
| Cyclassics Hamburg     | Cyclassics Hamburg     | 87.º          | —             | 118.º         | —    | —             | —             | —             | —     | —             | —             | —             | —     | —             | —             | —             | X             | X     | —    | —    |
| Bretagne Classic       | Bretagne Classic       | 98.º          | 80.º          | —             | 64.º | —             | —             | —             | —     | —             | —             | —             | —     | —             | —             | —             | —             | —     | —    | —    |
| París-Tours            | París-Tours            | 107.º         | —             | 35.º          | 23.º | 114.º         | —             | —             | —     | —             | —             | —             | —     | —             | —             | —             | —             | —     | —    | —    |
|                        | Giro de Lombardía      | —             | —             | 44.º          | 75.º | Ab.           | Ab.           | Ab.           | —     | —             | —             | —             | —     | —             | —             | —             | —             | —     | 94.º | 96.º |
| JJ. OO. (Ruta)         | JJ. OO. (Ruta)         | No se disputó | No se disputó | No se disputó | —    | No se disputó | No se disputó | No se disputó | —     | No se disputó | No se disputó | No se disputó | Ab.   | No se disputó | No se disputó | No se disputó | No se disputó | —     | ND   | ND   |
| Mundial en Ruta        | Mundial en Ruta        | —             | —             | —             | —    | —             | Ab.           | 92.º          | —     | —             | 65.º          | Ab.           | 33.º  | 54.º          | —             | 44.º          | —             | 43.º  | —    | —    |
| Mundial Contrarreloj   | Mundial Contrarreloj   | —             | —             | —             | —    | —             | —             | —             | —     | —             | —             | —             | 37.º  | —             | —             | —             | —             | —     | —    | —    |
| Europeo en Ruta        | Europeo en Ruta        | X             | X             | X             | X    | X             | X             | X             | X     | X             | X             | X             | —     | 54.º          | —             | —             | —             | Ab.   | —    | 40.º |
| España en Ruta         | España en Ruta         | —             | —             | 91.º          | —    | —             | 50.º          | 35.º          | 21.º  | 31.º          | 31.º          | 54.º          | 31.º  | 19.º          | 27.º          | Ab.           | —             | —     | —    | 35.º |
| España CRI             | España CRI             | 28.º          | —             | 12.º          | —    | —             | —             | —             | —     | —             | 5.º           | 9.º           | 8.º   | 5.º           | —             | —             | —             | —     | —    | —    |

—: No participa

Ab.: Abandona

X: No se disputó

## Equipos
- Illes Balears/Caisse d'Epargne/Movistar (2005-2023)
  - Illes Balears (2005-2006)
  - Caisse d'Epargne (2007-2010)
  - Movistar Team (2011-2023)